# Pachylomalus leo
Pachylomalus leo är en skalbaggsart som först beskrevs av Sylvain Auguste de Marseul 1879.  Pachylomalus leo ingår i släktet Pachylomalus och familjen stumpbaggar. Inga underarter finns listade i Catalogue of Life.